# Ministère fédéral de l'Environnement (Nigeria)
Pour les articles homonymes, voir Ministère fédéral de l'Environnement.
Le ministère fédéral de l'Environnement est un ministère du gouvernement fédéral du Nigeria créé en 1999 avec pour mandat de répondre questions environnementales et d'assurer la coordination efficace de toutes les questions environnementales dans le pays. Dans le cadre de sa vision et de sa mission, le ministère entend assurer la maîtrise des enjeux environnementaux et la protection et la conservation des ressources naturelles. Il formule également des politiques et supervise les activités de lutte contre désertification et déforestation, la gestion de inondation, érosion et pollution, ainsi que changement climatique et énergie propre.
Balarabe Abbas Lawal est l'actuel ministre de l'Environnement ; il a pris en charge les affaires du ministère en octobre 2023. Il a succédé à Mohammed Hassan Abdullahi.

## Responsabilités
Le ministère joue divers rôles impliquant les objectifs nationaux sur la désertification, la déforestation, la pollution et la gestion des déchets. Il surveille également les questions de changement climatique et d'énergie propre et applique les normes et réglementations environnementales dans différentes régions du pays.
Le ministère s'acquitte de ses responsabilités par l'intermédiaire de ses départements et organismes parapublics. Certains de ces organismes parapublics comprennent : l'Agence nationale de gestion de la biosécurité (NBMA), le Service des parcs nationaux (NPS), l'Agence nationale pour la Grande Muraille verte, l'Agence nationale de détection et d'intervention en cas de déversement d'hydrocarbures (NOSDRA) et l'Agence nationale d'application des normes et réglementations environnementales (NESREA). ),.
Le ministère supervise et finance également des instituts de recherche tels que l' Institut de recherche forestière du Nigéria (FRIN) et le Conseil de la santé environnementale et de l'enregistrement du Nigéria (EHORECON), entre autres.

## La Conférence des Parties des Nations Unies 27
Le ministre de l'environnement Mohammed Hassan Abdullahi a été nommé par le président Muhammadu Buhari pour le représenter en dirigeant d'autres ministres délégués à la 27e Conférence des Parties des Nations unies (COP27) qui s'est tenue en novembre 2022, en Égypte ,,

## Anciens ministres de l'Environnement
- Dr Iyorchia Ayu
- Mme. Hélène Esuene
- Mme. Halima Tayo Alao
- M. John Odey
- Mme. Amina Mohamed
- M. Ibrahim Jibril
- Mohammad Mahmood Abubakar

## Réalisations du ministère
L'une des principales réalisations du ministère fédéral de l'environnement est le lancement du programme de nettoyage du pays Ogoni du gouvernement nigérian,. Ogoniland est l'une des communautés de la région riche en pétrole du delta du Niger qui a été dévastée par les activités d'exploration des sociétés pétrolières. Parmi les autres réalisations du ministère et de ses organismes parapublics figurent les initiatives propres et vertes dans les États du Nigéria, le programme Great Green Wall et le projet de gestion de l'érosion et des bassins versants au Nigéria,,.